# Actio de posito vel suspenso
Die actio de posito vel suspenso war im antiken römischen Recht eine Popularklage, die sich gegen Eigentümer von Gebäuden richtete, wenn die Gefahr bestand, dass etwas zum Schaden von Passanten herunterzufallen drohte. Ähnlich wie die actio de deiectis vel effusis stand sie den obligatorischen Ansprüchen ex delicto nahe, die Verbindlichkeiten aus deliktsähnlichem Verhalten zu befrieden suchten. Ein konkreter Schadenseintritt wurde nicht gefordert, vielmehr reichte aus, dass eine abstrakte Gefahr für das Schutzgut der öffentlich-rechtlichen Straßensicherheit bestand.